# Нитрующая смесь
Нитрующая смесь (кислотный меланж) — смесь концентрированной азотной кислоты или оксидов азота с неорганическими (H2SO4, BF3, AlCl3 и другими) или органическими (например, уксусный ангидрид) веществами. Оптимальный состав нитрующей смеси зависит от строения нитруемого соединения.
Нитрующая смесь генерирует активную нитрующую частицу {\displaystyle {\ce {NO^+_2}}} — катион нитрония:
{\displaystyle {\ce {2H_2SO_4 + HNO_3 -> NO^+_2 + H_3O^+ + 2HSO_4^-}}}.

## Применение
Применяется для нитрования ароматических (главным образом смесь азотной и серной кислот), ненасыщенных алифатических соединений, а также в синтезе нитраминов и нитроэфиров. Нитрующая смесь с амилом используется в качестве азотнокислого окислителя ракетного топлива.